# Automeris aurosea
Automeris aurosea är en fjärilsart som beskrevs av Berthold Neumoegen 1882. Automeris aurosea ingår i släktet Automeris och familjen påfågelsspinnare. Inga underarter finns listade i Catalogue of Life.